# Eleição presidencial nos Estados Unidos em 1980
A eleição presidencial dos Estados Unidos em 1980 foi a 49ª eleição presidencial quadrienal. Foi realizada em uma terça-feira, 4 de novembro de 1980. O candidato republicano Ronald Reagan derrotou o democrata Jimmy Carter em uma vitória esmagadora. Esta foi a segunda eleição consecutiva em que o presidente em exercício foi derrotado depois que o próprio Carter derrotou Gerald Ford quatro anos antes, em 1976. Além disso, foi apenas a segunda vez, e a primeira em quase 100 anos, que um candidato republicano derrotou um democrata em exercício. Devido ao aumento do conservadorismo após a vitória de Reagan, alguns historiadores consideram a eleição como um realinhamento político que marcou o início da Era Reagan.
A impopularidade de Carter e as más relações com os líderes democratas encorajaram um desafio intrapartidário do senador Ted Kennedy, irmão mais novo do ex-presidente John F. Kennedy. Carter derrotou Kennedy na maioria das primárias democratas, mas Kennedy permaneceu na disputa até que Carter foi oficialmente nomeado na Convenção Nacional Democrata de 1980. As primárias republicanas foram disputadas entre Reagan, que já havia servido como governador da Califórnia, o ex-congressista George H. W. Bush do Texas, o congressista John B. Anderson de Illinois, e vários outros candidatos. Todos os oponentes de Reagan haviam desistido no final das primárias, e a Convenção Nacional Republicana de 1980 indicou uma chapa composta por Reagan e Bush. Anderson entrou na disputa como candidato independente e convenceu o ex-governador de Wisconsin Patrick Lucey, um democrata, a servir como seu companheiro de chapa.
Reagan fez campanha por maiores gastos com defesa, implementação de políticas econômicas do lado da oferta e um orçamento equilibrado. Sua campanha foi auxiliada pela insatisfação democrata com Carter, a crise dos reféns no Irã e uma piora da economia doméstica, marcada por alto desemprego e inflação. Carter atacou Reagan como um perigoso extremista de direita e advertiu que Reagan cortaria o Medicare e a Previdência Social.
Reagan venceu a eleição por uma vitória esmagadora, obtendo uma grande maioria dos votos eleitorais e 50,7% do voto popular. Reagan recebeu o maior número de votos eleitorais já obtido por um candidato presidencial não incumbente. Nas eleições simultâneas para o Congresso, os republicanos conquistaram o controle do Senado dos Estados Unidos pela primeira vez desde 1955. Carter obteve 41% dos votos, mas venceu apenas seis estados e o Distrito de Colúmbia. Anderson obteve 6,6% dos votos populares e teve o melhor desempenho entre os eleitores republicanos liberais insatisfeitos com Reagan. Reagan, então com 69 anos, foi a pessoa mais velha a ser eleita para um primeiro mandato até Donald Trump ser eleito presidente em 2024 aos 78 anos.

## Processo eleitoral
A partir de 1832, os candidatos para presidente e vice começaram a ser escolhidos através das Convenções. Os delegados partidários, escolhidos por cada estado para representá-los, escolhem quem será lançado candidato pelo partido. Os eleitores gerais elegem outros "delegados" que formam o Colégio Eleitoral. A quantidade de "delegados" por estado varia de acordo com a quantidade populacional do estado. Em quase todos os estados, o vencedor do voto popular leva todos os votos do Colégio Eleitoral.

## Nomeações

### Partido Democrata

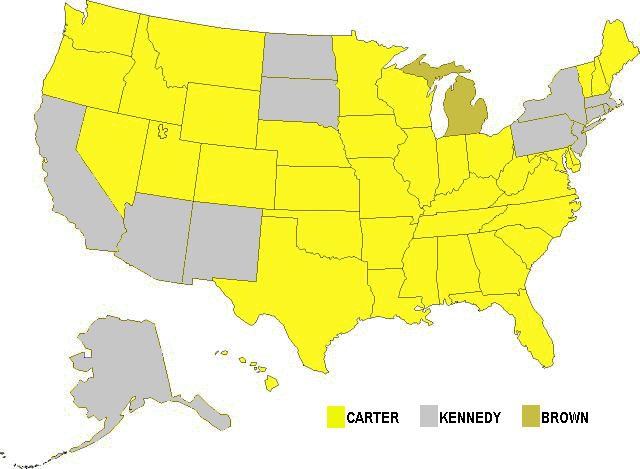
Resultados das eleições primárias democrata por estado, ou seja das eleições internas do Partido Democrata por estado. Como pode se reparar, Carter venceu quase todas as primárias.

Os três principais candidatos democratas no início de 1980 foram o presidente em exercício Jimmy Carter, o senador Ted Kennedy de Massachusetts e o governador Jerry Brown da Califórnia. Brown desistiu em 2 de abril. Carter e Kennedy se enfrentaram em 34 primárias. Sem contar a eleição de 1968 em que Lyndon Johnson retirou sua candidatura, esta foi a corrida primária mais tumultuada que um presidente eleito em exercício enfrentou desde o presidente Taft, durante a eleição altamente controversa de 1912.
Durante o verão de 1980, houve um movimento de curta duração chamado "Draft Muskie"; O secretário de Estado Edmund Muskie foi visto como uma alternativa favorável a uma convenção em impasse. Uma pesquisa mostrou que Muskie seria uma alternativa mais popular para Carter do que Kennedy, o que implica que a atração não era tanto por Kennedy quanto pelo fato de ele não ser Carter. Muskie estava melhor nas pesquisas mesmo com Ronald Reagan na época, enquanto Carter estava sete pontos atrás. Embora a campanha underground "Draft Muskie" tenha falhado, ela se tornou uma lenda política.
Depois de derrotar Kennedy em 24 das 34 primárias, Carter entrou na convenção do partido em Nova York em agosto, com 60% dos delegados comprometidos com ele na primeira votação. Ainda assim, Kennedy se recusou a desistir. Na convenção, após uma tentativa fútil de última hora de Kennedy de alterar as regras para liberar os delegados de suas promessas no primeiro escrutínio, Carter foi renomeado com 2.129 votos contra 1.146 para Kennedy. O vice-presidente Walter Mondale também foi renomeado. Em seu discurso de aceitação, Carter advertiu que o conservadorismo de Reagan representava uma ameaça à paz mundial e aos programas progressivos de bem-estar social do New Deal à Grande Sociedade.
|                                      | Jimmy Carter                              | Walter Mondale |
| para Presidente                      | para Vice-Presidente                      |                |
|                                      |                                           |                |
| 39º presidente dos EUA (1977 - 1981) | 42º vice-presidente dos EUA (1977 - 1981) |                |

#### Outros candidatos
Os seguintes candidatos foram freqüentemente entrevistados pelas principais redes de transmissão, foram listados em pesquisas nacionais publicadas ou ocuparam cargos públicos. Carter recebeu 10.043.016 votos nas primárias.

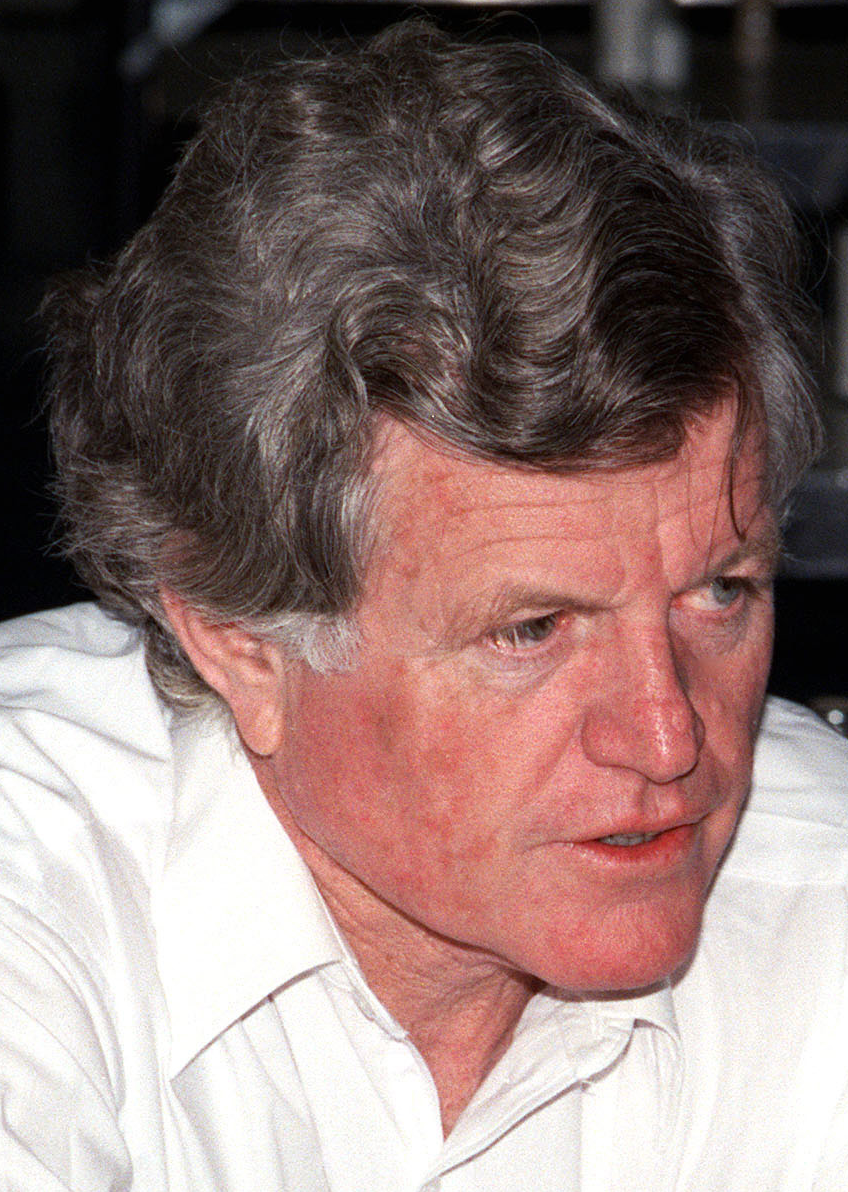
Senador Ted Kennedy de Massachusetts.
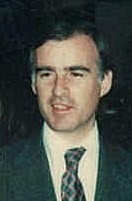
Governador Jerry Brown da Califórnia.
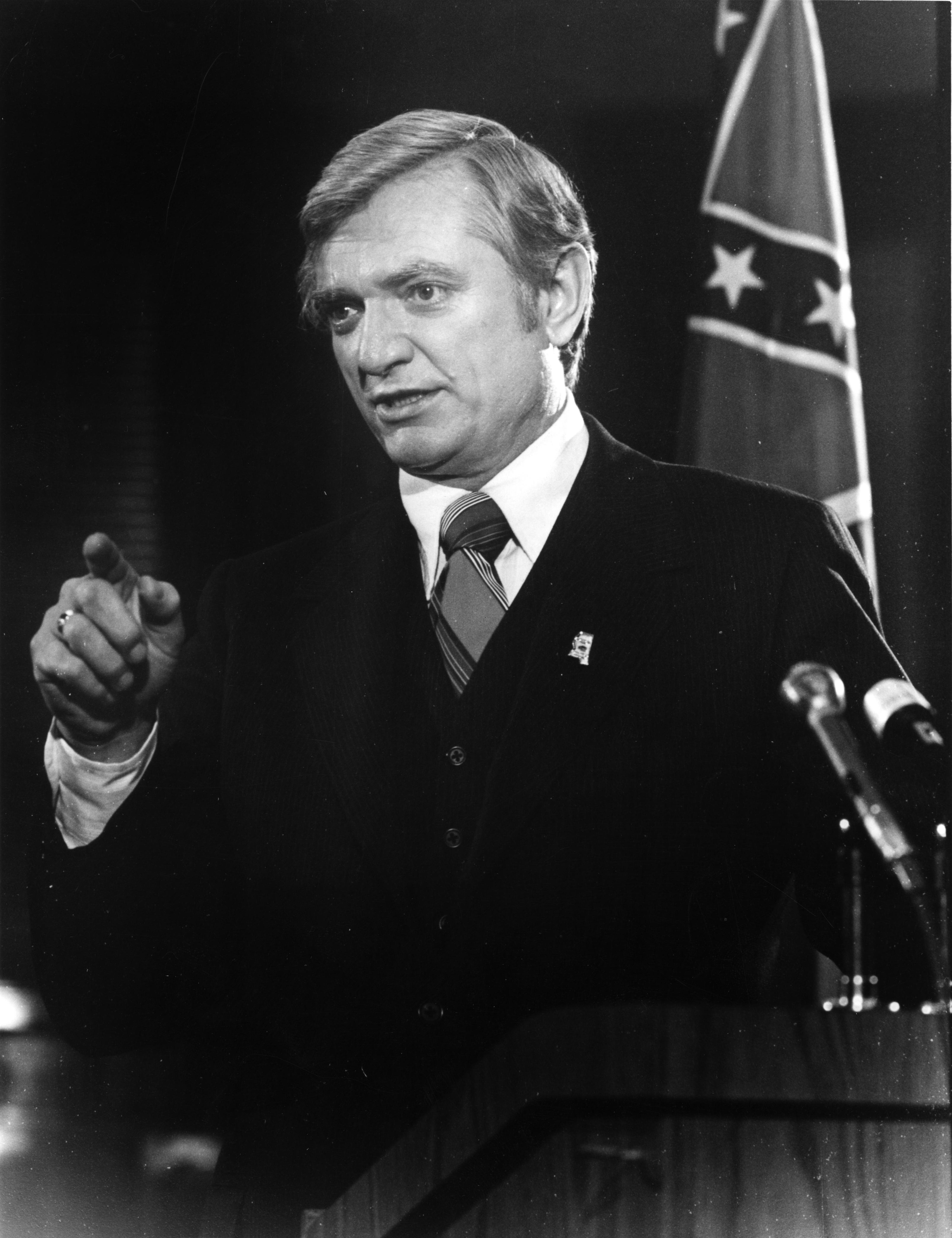
Governador Cliff Finch do Mississippi.

### Partido Republicano

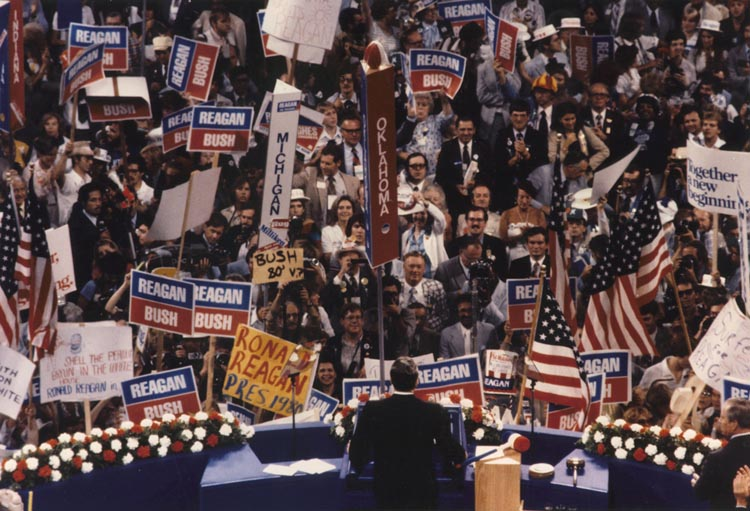
Ronald Reagan dando seu discurso de aceitação da nomeação na Convenção Nacional Republicana, em Detroit, no estado de Michigan a 17 de julho de 1980.

O ex-governador Ronald Reagan da Califórnia era o favorito para ganhar a indicação de seu partido para presidente, depois de quase derrotar o presidente em exercício Gerald Ford quatro anos antes. Reagan dominou as primárias no início, quando desistiram o líder da minoria do Senado Howard Baker do Tennessee, o ex-governador John Connally do Texas, o senador Robert Dole do Kansas, o representante Phil Crane de Illinois e o representante John Andersonde de Illinois, que desistiu da corrida para concorrer como independente. George Bush, do Texas, representou o maior desafio para Reagan com suas vitórias nas primárias da Pensilvânia e Michigan, mas não foi o suficiente para virar a maré. Reagan venceu a indicação no primeiro turno na Convenção Nacional Republicana de 1980 em Detroit, Michigan, em julho, e então escolheu George HW Bush, seu principal rival, como seu companheiro de chapa.
|                                      | Ronald Reagan              | George H. W. Bush |
| para Presidente                      | para Vice-Presidente       |                   |
|                                      |                            |                   |
| Governador da Califórnia (1967–1975) | Diretor da CIA (1976–1977) |                   |

#### Outros candidadtos
Os seguintes candidatos foram freqüentemente entrevistados pelas principais redes de transmissão e canais de notícias a cabo, foram listados em pesquisas nacionais publicadas ou ocuparam um cargo público. Reagan recebeu 7.709.793 votos nas primárias.

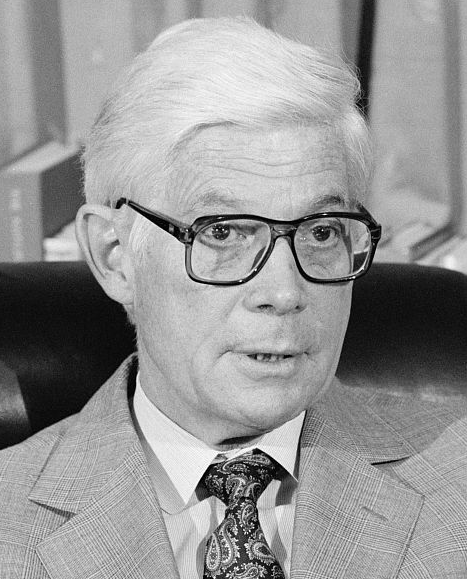
Representante John B. Anderson de Illinois;
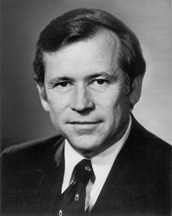
Líder da minoria no Senado Howard Baker do Tennessee
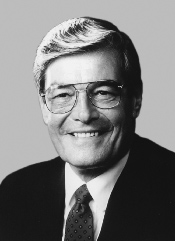
Representante Phil Crane de Illinois
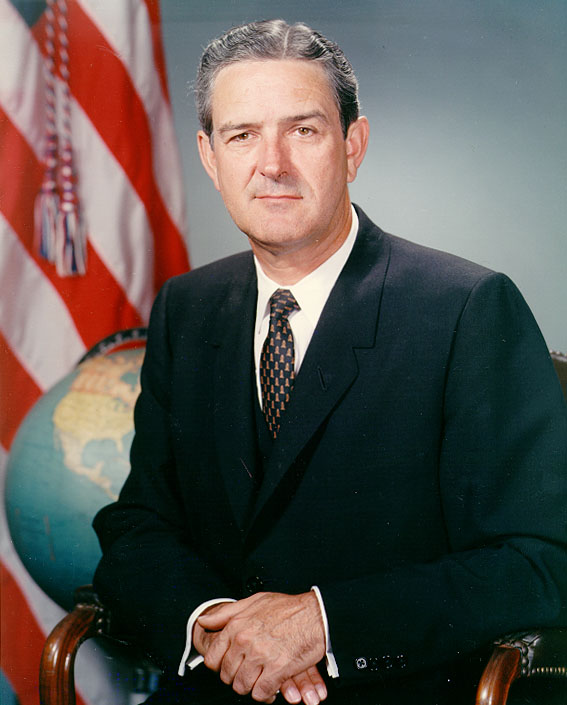
Ex-governador John Connally do Texas
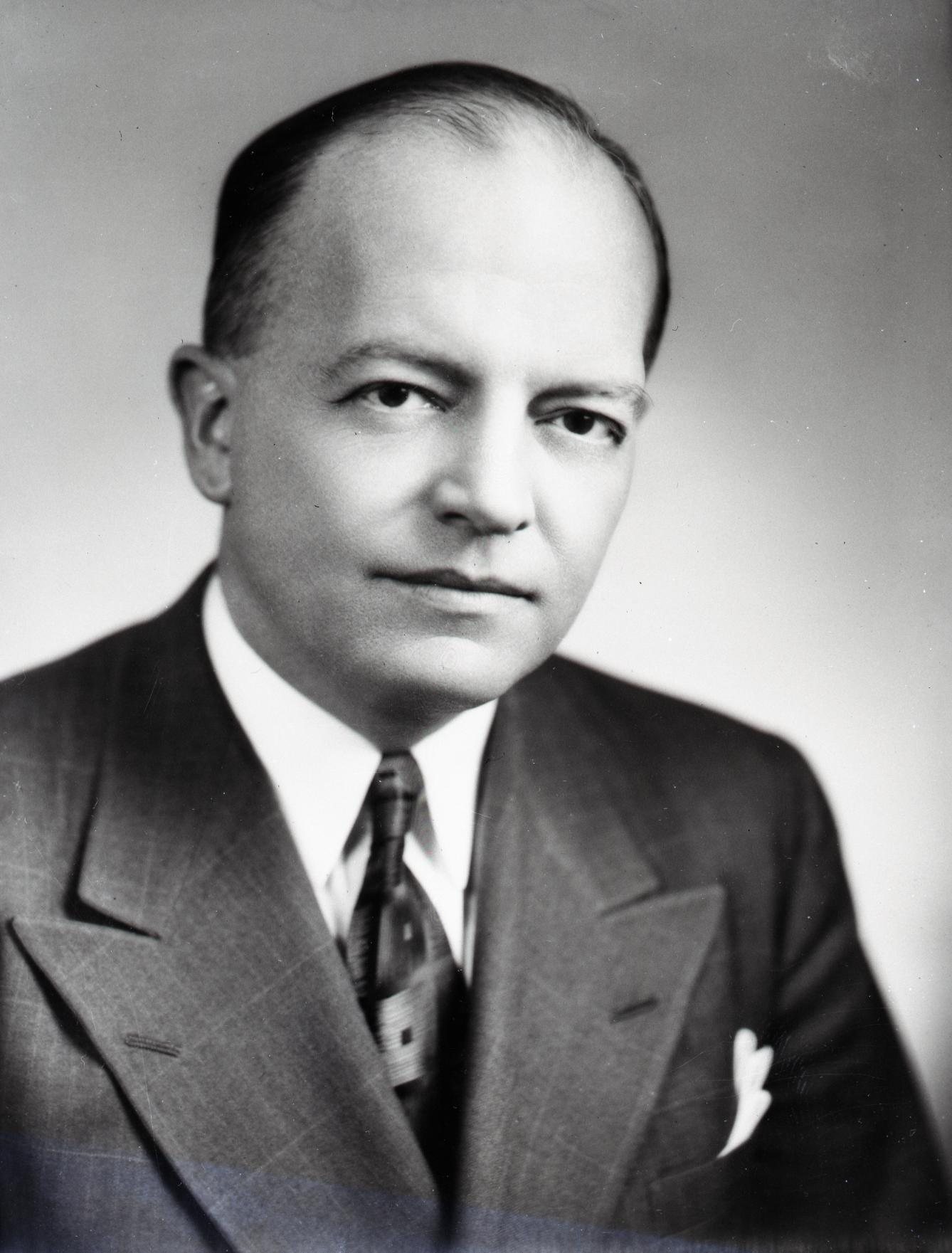
Ex-governador Harold Stassen de Minnesota
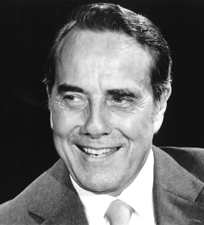
Senador Bob Dole de Kansas
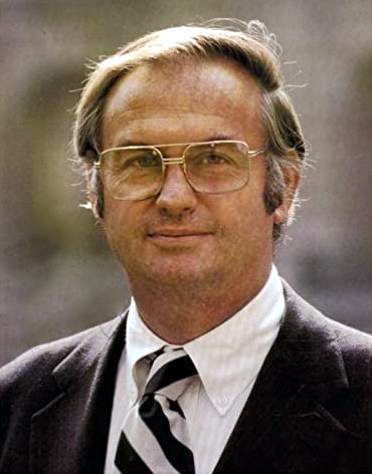
Senador Lowell Weicker de Connecticut
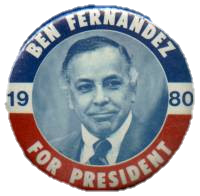
Ex-embaixador Especial para o Paraguai Ben Fernandez da Califórnia;

### Partido Libertário
O Partido Libertário nomeou Edward Clark para presidente e David H. Koch para a vice-presidente. Eles receberam quase um milhão de votos e foram votados em todos os 50 estados.
Clark publicou um livro sobre seus programas, intitulado A New Beginning (Um Novo Começo, em português numa tradução livre). A introdução do livro foi feita por Eugene McCarthy. Durante a campanha, Clark se posicionou como um candidato pacífista e apelou aos liberais e progressistas insatisfeitos com a retomada do registro do Serviço Seletivo (meio pelo qual o governo dos EUA mantém informações sobre os potencialmente sujeitos a serviço militar obrigatório), e da corrida armamentista com a União Soviética. Quando perguntado em uma entrevista na televisão para resumir o libertarianismo, Clark usou a frase "com baixos impostos de liberalismo", causando uma certa consternação entre os teóricos tradicionais libertários, mais notavelmente o economista Murray Rothbard.
O companheiro de chapa de Ed Clark em 1980 foi David H. Koch da Koch Industries, que prometeu parte de sua fortuna pessoal para a campanha.
A chapa Clark-Koch foi endossada pelo Journal Star na cidade de Peoria no estado de Illinois, e recebeu 921.128 votos (1,06% do total dos votos no território nacional). Este foi o maior número e percentagem de votos populares candidato do Partido Libertário já recebeu em uma corrida presidencial. Seu apoio mais forte foi no Alaska, onde ficou em terceiro lugar com 11,66% dos votos, terminando à frente do candidato independente John Anderson e receber quase metade tantos votos como Jimmy Carter.

### Candidato independente

#### John Anderson
John Bayard Anderson, depois de ser derrotado nas primárias republicanas, entrou na eleição geral como um candidato independente, fazendo campanha com uma alternativa moderada ao conservadorismo republicano de Reagan. No entanto, sua campanha apelou principalmente para os frustrados eleitores anti-Carter. Seu apoio progressivamente desapareceu durante a temporada de campanha com os seus apoiantes sendo afastados por Carter e Reagan. Seu companheiro de chapa foi Patrick Lucey, um ex-governador democrata de Wisconsin e, então embaixador para o México, nomeado pelo presidente Carter.

## Campanha
A eleição de 1980 é considerado por alguns como sendo uma eleição de "realinhamento", isto é, deu a vantagem ao partido de oposição Republicano durante um longo período. Partidários de Reagan elogiaram-o como uma campanha de êxito otimista. O jornalista David Frum disse que Carter fez uma campanha baseada em "desespero e pessimismo" que "lhe custou a eleição". Carter enfatizou ser um pacificador, e disse que a eleição de Reagan iria ameaçar os direitos civis e programas sociais que se estenderam de volta para o New Deal. A plataforma de Reagan também enfatizou a importância da paz.
Imediatamente após a conclusão das primárias, uma pesquisa Gallup mostrou que Reagan estava à frente, com 58% dos eleitores que estavam descontentes com Carter na Presidência. Uma análise da eleição sugeriu que "Tanto Carter e Reagan foram vistos negativamente pela maioria do eleitorado". Enquanto os três principais candidatos (Reagan, Carter e Anderson) foram apoiados por católicos, Carter teve o maior apoio de cristãos evangélicos de acordo com uma pesquisa Gallup. Entretanto, no final, o grupo de lobby "Moral Majority" de Jerry Falwell é creditado por dar a Reagan dois terços dos votos de brancos evangélicos.
A eleição de 1980 foi um momento decisivo na política americana. Sinalizou o novo poder eleitoral dos subúrbios e do Sun Belt. O sucesso de Reagan como um conservador iria iniciar um realinhamento dos partidos, como os republicanos liberais e democratas conservadores deixando a política ou  fazendo alterações nas filiações partidárias durante os anos de 1980 e 1990.

### Promessas
Reagan prometeu uma restauração da força militar do país, ao mesmo tempo, 60% dos americanos entrevistados sentiram que os gastos com a defesa foi muito baixo. Reagan prometeu um orçamento equilibrado dentro de três anos (ele disse que seria "o começo do fim da inflação"), acompanhado por uma redução de 30% nas taxas de impostos sobre os mesmos anos. Com relação à economia, Reagan disse "A recessão é quando seu vizinho perde o emprego. A depressão é quando você perde o seu. E a recuperação é quando Jimmy Carter perde". Reagan também criticou o "imposto sobre lucro extraordinário" que Carter e o Congresso aprovou naquele ano, em relação à produção doméstica de petróleo e prometeu tentar revogá-lo como presidente. O imposto não era um imposto sobre os lucros, mas sobre a diferença entre o preço controlado, o preço obrigatório e o preço de mercado.
Sobre os direitos feministas havia muita divisão, com muitas mulheres frustradas com Carter, o único candidato que apoiou a Equal Rights Amendment (ERA - Emenda de Direitos Iguais). Reagan, no entanto, anunciou sua dedicação aos direitos feministas e sua intenção de, se eleito, nomear mulheres para seu gabinete e a primeira mulher para a Suprema Corte. Ele também prometeu trabalhar com todos os governadores dos 50 estados para combater a discriminação contra as mulheres e para equalizar as leis federais como uma alternativa para a Emenda de Direitos Iguais. Reagan foi convencido a apoiar os direitos das mulheres no seu discurso ao aceitar a nomeação republicana.
Carter foi criticado por seus próprios assessores por não ter um "grande plano". Muitas vezes ele criticou o plano econômico de Reagan, mas não criou seus próprios.

### Eventos

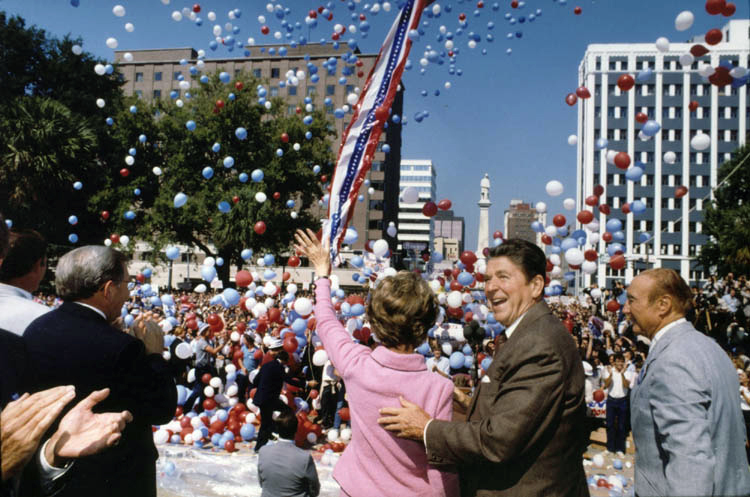
Ronald Reagan fazendo campanha juntamente com sua esposa Nancy e Strom Thurmond em Colúmbia no estado da Carolina do Sul em dez de outubro de 1980.

Em agosto, após a Convenção Nacional Republicana, Ronald Reagan fez um discurso de campanha no encontro anual Neshoba County Fair, nos arredores de Filadélfia no estado do Mississippi, onde três trabalhadores foram assassinados em 1964. Reagan anunciou: "Programas como educação e outros devem ser transformados de volta para os estados e as comunidades locais com as fontes de impostos para financiá-las. Eu acredito nos direitos dos estados. Eu acredito em pessoas que fazem o máximo que pode ao nível da comunidade e do nível privado". Reagan também declarou: "Acredito que nós temos distorcido o balanço de nosso governo de hoje, dando poderes que nunca foram destinados a ser dados pela Constituição." Ele prosseguiu com a promessa de "restaurar aos estados e governos locais o poder que propriamente pertence a eles". O presidente Carter atacou Reagan por estar injetando "ódio e racismo" pelo "renascimento de palavras em código como 'direitos dos estados'".
Dois dias depois, Reagan apareceu na organização dos direitos civis National Urban League em Nova York, onde ele disse: "Estou comprometido com a proteção e a observância dos direitos civis dos negros americanos. Este compromisso está interligado em todas as fases dos planos que vou propor."
Reagan fez algumas gafes durante a campanha. Quando Carter apareceu em uma pequena cidade do estado de Alabama, Tuscumbia, Reagan incorretamente alegou que a cidade tinha sido o berço da organização racista Ku Klux Klan — que na verdade era a casa da sede nacional da KKK. Reagan foi amplamente ridicularizado pelos democratas ao dizer que as árvores causaram poluição. Mais tarde, ele declarou que quis dizer que eram apenas determinados tipos de poluição e seus comentários tinham sido mal interpretados.
Enquanto isso, Carter foi oprimido por uma economia fraca e com a continuidade a crise dos reféns do Irã. A inflação, altas taxas de juros e o desemprego continuaram durante o curso da campanha, e a crise dos reféns no Irã tornou-se, para muitos, um símbolo de impotência americana durante os anos de Carter. A candidatura independente de John Anderson, que visava os liberais, também foi visto como mais prejudicial a Carter do que a Reagan, especialmente em estados Democrata como Massachusetts e Nova Iorque.

## Resultados

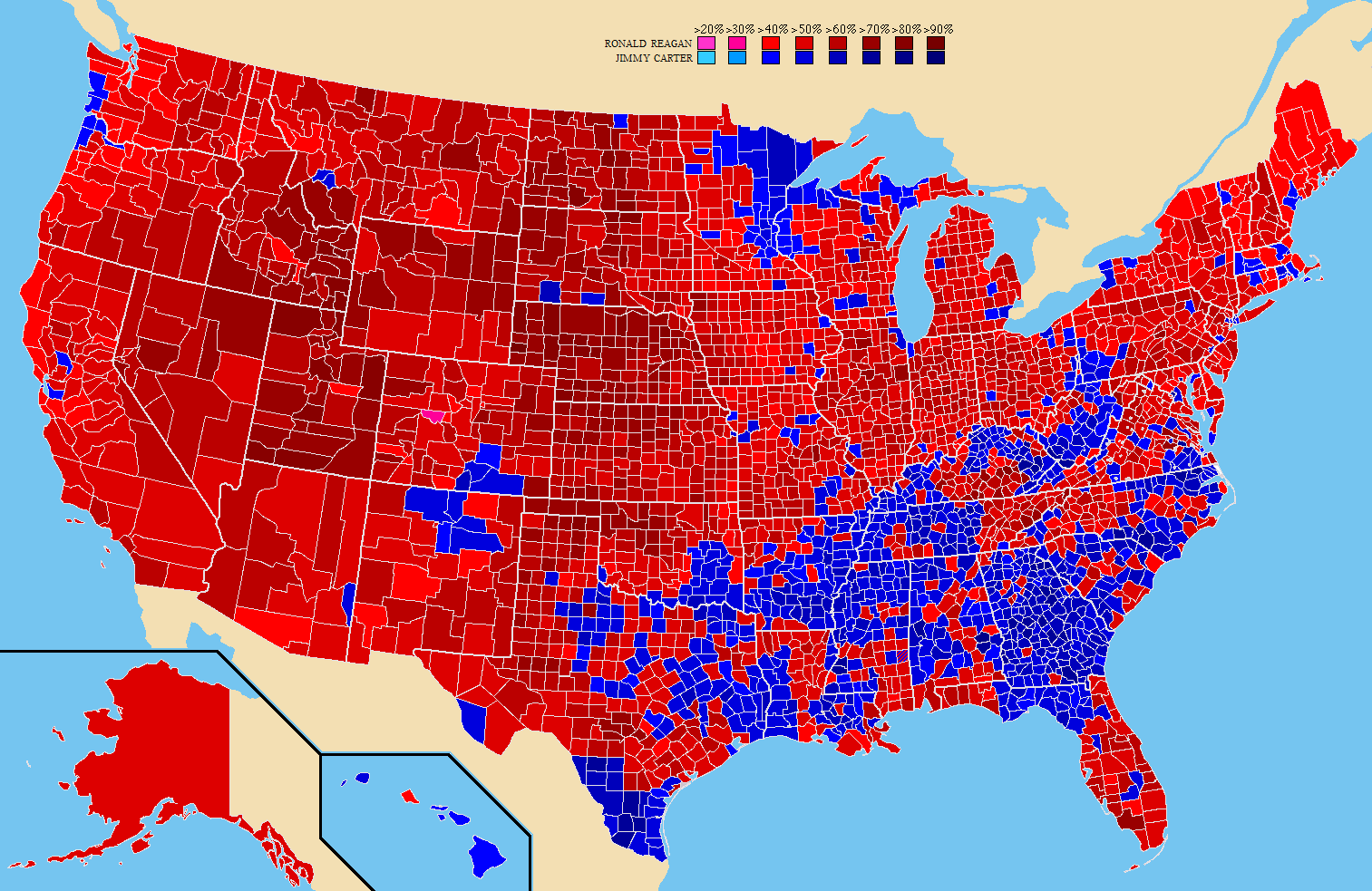
Resultados por condados:
Ronald Reagan
Jimmy Carter

A eleição foi realizada em 4 de novembro de 1980. Ronald Reagan e seu companheiro de chapa George HW Bush venceram Carter por quase 10 pontos percentuais no voto popular. Os republicanos também ganharam o controle do Senado pela primeira vez desde 1952. A votação do colégio eleitoral foi esmagadora, com 489 votos (representando 44 estados) para Reagan e 49 para Carter (representando seis estados e Washington, DC). A NBC News projetou Reagan como o vencedor às 8:15 pm, antes que a votação fosse encerrada no Ocidente, com base em pesquisas de opinião; foi a primeira vez que uma rede de transmissão usou a votação de saída para projetar um vencedor e pegou as outras redes de transmissão de surpresa. Carter admitiu a derrota às 21h50. A perda de Carter foi o pior desempenho de um presidente em exercício desde que Herbert Hoover perdeu para Franklin D. Roosevelt por uma margem de 18% em 1932. Além disso, Carter foi o primeiro democrata em exercício a cumprir apenas um mandato completo desde James Buchanan e perder a reeleição desde Andrew Johnson; Grover Cleveland cumpriu dois mandatos não consecutivos, enquanto Harry Truman e Lyndon B. Johnson cumpriram um mandato completo, além de, respectivamente, assumir após a morte de Franklin D. Roosevelt e John F. Kennedy.
Carter venceu apenas na Geórgia (seu estado natal), Maryland, Minnesota (estado natal de Mondale), Havaí, Virgínia Ocidental, Rhode Island e o Distrito de Colúmbia.
John Anderson obteve 6,6% do voto popular, mas não conseguiu vencer em nenhum estado. Ele encontrou o maior apoio na Nova Inglaterra, alimentado por republicanos liberais e moderados que achavam que Reagan estava muito à direita e com eleitores que normalmente apoiavam os democratas, mas estavam insatisfeitos com as políticas do governo Carter. Sua melhor exibição foi em Massachusetts, onde obteve 15% do voto popular. Por outro lado, Anderson teve pior desempenho no Sul, recebendo menos de 2% do voto popular na Carolina do Sul, Louisiana, Alabama e Mississippi. Anderson afirma que foi acusado de prejudicar a eleição de Carter ao receber votos que poderiam ter sido dados a Carter. No entanto, 37 por cento dos eleitores de Anderson entrevistados preferiram Reagan como sua segunda escolha.
| Resultados finais da eleição para presidente dos Estados Unidos em 1980 | Resultados finais da eleição para presidente dos Estados Unidos em 1980 | Resultados finais da eleição para presidente dos Estados Unidos em 1980 | Resultados finais da eleição para presidente dos Estados Unidos em 1980 | Resultados finais da eleição para presidente dos Estados Unidos em 1980 | Resultados finais da eleição para presidente dos Estados Unidos em 1980 | Resultados finais da eleição para presidente dos Estados Unidos em 1980 | Resultados finais da eleição para presidente dos Estados Unidos em 1980 | Resultados finais da eleição para presidente dos Estados Unidos em 1980 |
| Candidato a presidente                                                  | Estado de origem                                                        | Candidato a vice-presidente                                             | Estado de origem                                                        | Partido                                                                 | Partido                                                                 | Voto popular                                                            | Voto popular                                                            | Colégio Eleitoral                                                       |
| Candidato a presidente                                                  | Estado de origem                                                        | Candidato a vice-presidente                                             | Estado de origem                                                        | Partido                                                                 | Partido                                                                 | Votos                                                                   | Porcentagem                                                             | Colégio Eleitoral                                                       |
| ----------------------------------------------------------------------- | ----------------------------------------------------------------------- | ----------------------------------------------------------------------- | ----------------------------------------------------------------------- | ----------------------------------------------------------------------- | ----------------------------------------------------------------------- | ----------------------------------------------------------------------- | ----------------------------------------------------------------------- | ----------------------------------------------------------------------- |
| Ronald Wilson Reagan                                                    | Califórnia                                                              | George H. W. Bush                                                       | Massachusetts                                                           |                                                                         | Republicano                                                             | 43.903.230                                                              | 50,75%                                                                  | 489                                                                     |
| James Earl "Jimmy" Carter, Jr.                                          | Dakota do Sul                                                           | Walter Mondale                                                          | Minnesota                                                               |                                                                         | Democrata                                                               | 35.480.115                                                              | 41,01%                                                                  | 49                                                                      |
| John Bayard Anderson                                                    | Illinois                                                                | Patrick Lucey                                                           | Wisconsin                                                               |                                                                         | Independente                                                            | 5.719.850                                                               | 6,61%                                                                   | 0                                                                       |
| Ed Clark                                                                | Califórnia                                                              | David Koch                                                              | Kansas                                                                  |                                                                         | Libertário                                                              | 921.128                                                                 | 1,06%                                                                   | 0                                                                       |
| Barry Commoner                                                          | Nova Iorque                                                             | LaDonna Harris                                                          | Oklahoma                                                                |                                                                         | Partido Cidadão                                                         | 233.052                                                                 | 0,27%                                                                   | 0                                                                       |
| Gus Hall                                                                | Nova York                                                               | Angela Davis                                                            | Califórnia                                                              |                                                                         | Partido Comunista                                                       | 44.933                                                                  | 0,05%                                                                   | 0                                                                       |
| John Rarick                                                             | Luisiana                                                                | Eileen Shearer                                                          | Califórnia                                                              |                                                                         | Independente americano                                                  | 40.906                                                                  | 0,05%                                                                   | 0                                                                       |
| Clifton DeBerry                                                         | Califórnia                                                              | Matilde Zimmermann                                                      | Nova York                                                               |                                                                         | Socialista dos Trabalhadores                                            | 38.738                                                                  | 0,04%                                                                   | 0                                                                       |
| Ellen McCormack                                                         | Nova York                                                               | Carroll Driscoll                                                        | Nova Jérsia                                                             |                                                                         | Direito à Vida                                                          | 32.320                                                                  | 0,04%                                                                   | 0                                                                       |
| Maureen Smith                                                           | Califórnia                                                              | Elizabeth Barron                                                        | Califórnia                                                              |                                                                         | Festa da Paz e Liberdade                                                | 18.116                                                                  | 0,02%                                                                   | 0                                                                       |
| Outros                                                                  | Outros                                                                  | Outros                                                                  | Outros                                                                  | Outros                                                                  | Outros                                                                  | 77.290                                                                  | 0,09%                                                                   | —                                                                       |
| Total                                                                   | Total                                                                   | Total                                                                   | Total                                                                   | Total                                                                   | Total                                                                   | 86.509.678                                                              | 100%                                                                    | 538                                                                     |
| Votos minímos do Colégio Eleitoral de que se precisa para vencer        | Votos minímos do Colégio Eleitoral de que se precisa para vencer        | Votos minímos do Colégio Eleitoral de que se precisa para vencer        | Votos minímos do Colégio Eleitoral de que se precisa para vencer        | Votos minímos do Colégio Eleitoral de que se precisa para vencer        | Votos minímos do Colégio Eleitoral de que se precisa para vencer        | Votos minímos do Colégio Eleitoral de que se precisa para vencer        | Votos minímos do Colégio Eleitoral de que se precisa para vencer        | 270                                                                     |

Fonte - Voto popular: Colégio Eleitoral: